# Industrial Light & Magic
Industrial Light & Magic (ILM) – założona w 1975 przez George Lucasa wytwórnia filmowa będąca częścią Lucasfilm, odpowiedzialna za tworzenie efektów specjalnych w praktycznie każdym filmie tego reżysera. Lucas założył ILM po tym jak zlikwidowano studio efektów specjalnych należące do wytwórni 20th Century Fox, w której miał realizować Gwiezdne wojny. Aktualnie siedziba wytwórni mieści się w Letterman Digital Arts Center w San Francisco.
W trakcie pracy nad Imperium kontratakuje (jedną z części Gwiezdnych wojen) ekipa efektów wizualnych filmu została oficjalnie przemianowana na Industrial Light and Magic z siedzibą w hrabstwie Marin w Kalifornii. Od tego momentu studio zaangażowało się w prace nad efektami specjalnymi do prawie 300 filmów, m.in.: filmy z serii Star Trek, Park Jurajski, Kto wrobił królika Rogera?, Otchłań, Terminator, Transformers, Faceci w czerni, Avatar, Jestem numerem cztery oraz serie Gwiezdne wojny, Piraci z Karaibów, serie filmów o Indianie Jonesie i Harrym Potterze.
Oprócz Lucasa ILM współpracuje również ze Stevenem Spielbergiem nad większością filmów w jego reżyserii oraz niektórymi, których jest producentem.
Do roku 2009 ILM otrzymało 15 Oscarów za najlepsze efekty wizualne oraz 23 nominacje.

## Przełomowe momenty
- 1982: pierwsza scena całkowicie wygenerowana komputerowo – sekwencja z „Genesis” w Star Trek II: Gniew Khana
- 1985: pierwsza postać całkowicie wygenerowana komputerowo – „rycerz z witrażu” w Piramidzie strachu
- 1988: pierwsza sekwencja morfingu (w Willow)
- 1989: pierwsza postać wygenerowana za pomocą grafiki 3D – wodny twór w Otchłani
- 1991: pierwszy częściowo wygenerowany komputerowo główny bohater, T-1000 w Terminator 2: Dzień sądu
- 1992: pierwsza wygenerowana komputerowo tekstura skóry (w Ze śmiercią jej do twarzy)
- 1993: pierwszy kompletny i szczegółowy żywy organizm wygenerowany w technice cyfrowej – dinozaur w Parku Jurajskim, dzięki któremu ILM otrzymało trzynastego Oscara
- 1995: pierwsze wygenerowane komputerowo fotorealistyczne włosy oraz futro (cyfrowy lew i małpy w Jumanji)
- 1996: pierwszy kompletnie wygenerowany komputerowo główny bohater – Draco w Ostatnim smoku
- 1999: pierwsza postać wygenerowana komputerowo z kompletną ludzką anatomią – Imhotep w Mumii